# Dédée Bazile
Marie Sainte Dédée Bazile, känd som Défilée och Défilée-La-Folle, var en deltagare i den haitiska revolutionen. Hon har betraktats som en av revolutionens symbolgestalter.
Dédée Bazile föddes som slav i närheten av Cap-Haitien. Under den haitiska revolutionen 1791–1802 följde hon Dessalines armé som marketenterska. Enligt legenden blev hon psykiskt sjuk efter att hennes söner dödades i strid, men fortsatte att följa Dessalines, som hon tillägnade en fanatisk idoldyrkan. Efter Dessalines avsättning och mord tog hon hans massakrerade kvarlevor i förvar den 17 oktober 1806, placerade dem i en säck och förde dem till Cimetière Intérieur i Port-au-Prince för att begrava dem.
Hon har kallats för en av den haitiska revolutionens fyra hjältinnor: Dédée Bazile, Sanité Bélair, Catherine Flon och Cécile Fatiman.